# Paróquias civis na Inglaterra

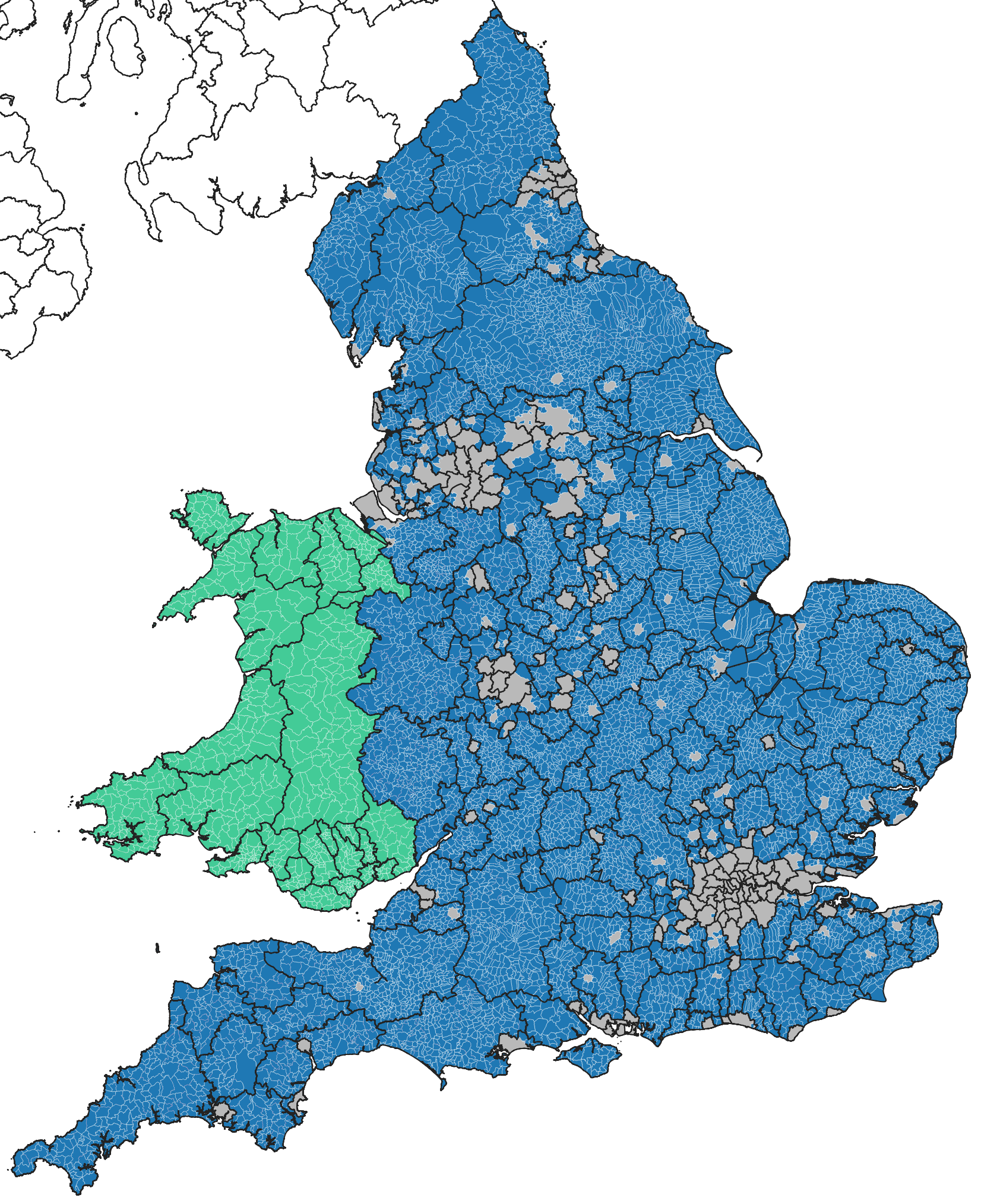
Mapa das paróquias inglesas (azul) e comunidades galesas (verde)

Na Inglaterra, uma paróquia civil é uma  designação territorial que representa o nível mais baixo do governo local abaixo dos distritos e condados, ou a sua forma combinada, as autoridades unitárias. É uma paróquia administrativa, em contraste com uma paróquia eclesiástica.
Uma paróquia civil poder ter uma dimensão que varia entre uma grande cidade com cerca de 80 000 habitantes, até uma pequena aldeia com menos de cem pessoas. Num número limitado de casos, uma paróquia pode incluir uma cidade cujo estatuto tenha sido dado pelo monarca. Assim, uma paróquia civil pode ser designada por cidade, aldeia, vizinhança ou comunidade através de resolução do seu conselho paroquial. Cerca de 35% da população inglesa vive numa paróquia civil. A 31 de Dezembro de 2010 , existiam 10 479 paróquias em Inglaterra.
Em 1 de Abril de 2014, Queen's Park tornou-se a primeira paróquia civil da Grande Londres. Antes de 2008, não era permitida dentro de um borough de Londres.